# Anoritooq
Anoritooq [anɔˌʁiˈtɔːq] (nach alter Rechtschreibung Anoritôĸ; Inuktun Anoritooq [anɔˌʁiˈtɔː(q)]) ist eine wüstgefallene grönländische Siedlung im Distrikt Qaanaaq in der Avannaata Kommunia.

## Lage
Anoritooq befindet sich am Kap Inglefield an der Nordküste von Inglefield Land am Smithsund etwa 28 km nördlich von Etah und 91 km nördlich von Siorapaluk.

## Geschichte
Anoritooq wurde erstmals während der Zweiten Grinnell-Expedition von 1853 bis 1855 unter Elisha Kent Kane besucht. Zu diesem Zeitpunkt war der Wohnplatz bewohnt. Er gehört wie Etah zur Wohnplatzgruppe Avannarliit, der nördlichsten der Inughuit. Unter anderem Frederick Cook überwinterte bei seiner Nordpolexpedition von 1907 bis 1909 in Anoritooq. Der Wohnplatz geriet kurz darauf im Zuge der Kolonisierung der Inughuit außer Gebrauch und wurde höchstens noch für Jagdreisen genutzt.